# Wytłoki

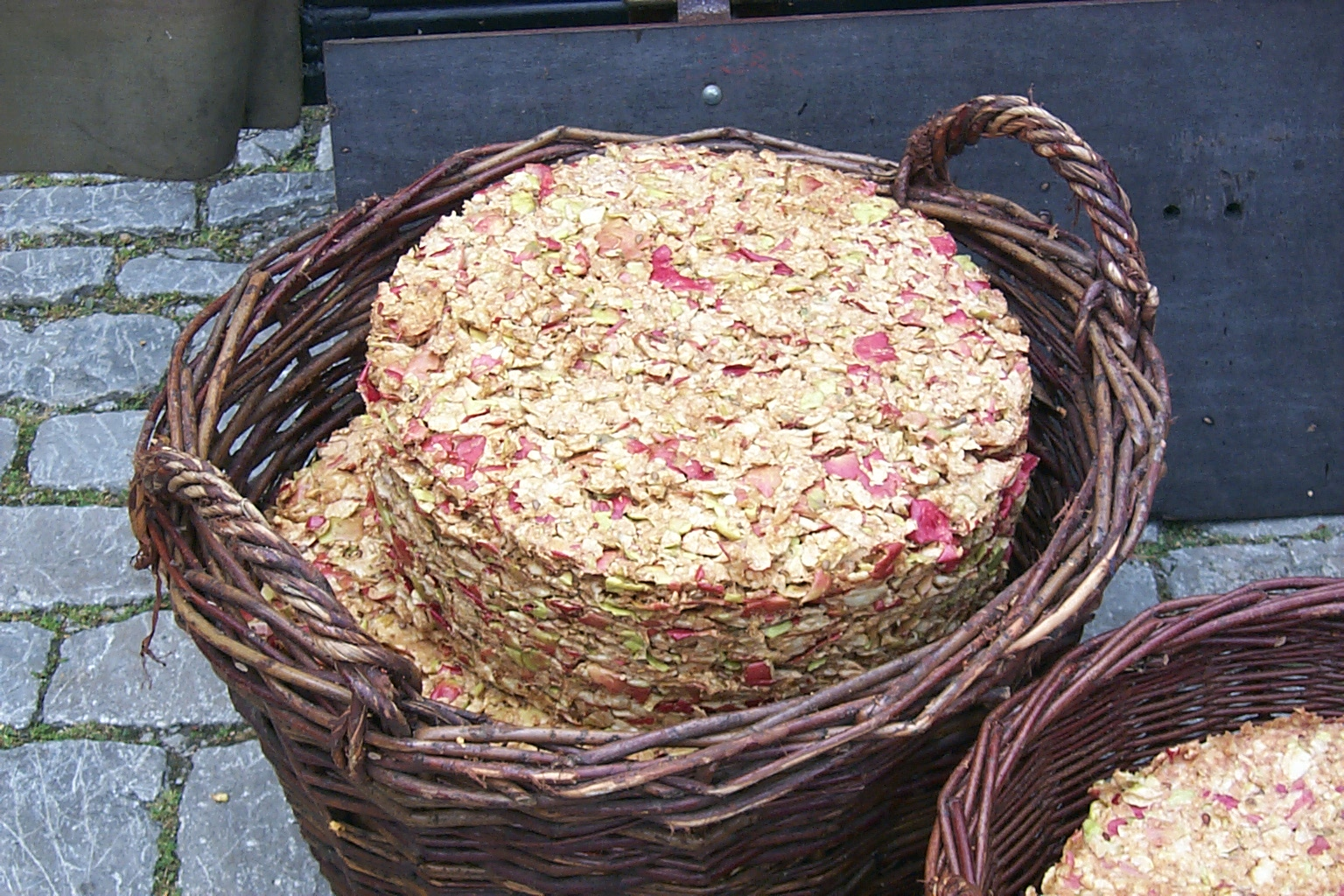
Wytłoki jabłczane

Wytłoki − pozostałość nasion, owoców, warzyw po wyciśnięciu soku, oleju itp. Nadają się na paszę dla bydła lub do dalszego przerobu.
Zastosowanie wytłoków:
- wytłoki z owoców ze względu na dużą zawartość włókna roślinnego stanowią dodatek poprawiający jakość zdrowotną żywności
- wytłoki jabłkowe wykorzystywane są do produkcji pektyn, herbatek owocowych oraz pasz dla zwierząt.
- wytłoki z winogron jako składnik suplementów diety

Wytłoków nie należy mylić z wytłoczkami.